# جيس ويلارد
جيس ويلارد (بالإنجليزية: Jess Willard)‏ مواليد 29 ديسمبر 1881 في مقاطعة بوتاواتومي - الوفاة 15 ديسمبر 1968 في لوس أنجلوس، كان ملاكم أمريكي سابق صنّف ضمن فئة الوزن الثقيل.

## إحصائيات
خاض خلال مسيرته 35 نزالا، فاز في 26 وتعادل في 1 وخسر في 6. فاز بالضربة القاضية في 20 نزالا.

## روابط خارجية
- جيس ويلارد على موقع IMDb (الإنجليزية)
- جيس ويلارد على موقع الموسوعة البريطانية (الإنجليزية)
- جيس ويلارد على موقع بوكس ريك (الإنجليزية) (registration required)
- جيس ويلارد على موقع قاعة كنساس للمشاهير الرياضية (مؤرشف) (الإنجليزية)